# Municipio de White Eyes
El municipio de White Eyes (en inglés, White Eyes Township) es un municipio del condado de Coshocton, Ohio, Estados Unidos. Tiene una población estimada, a mediados de 2022, de 1216 habitantes.

## Geografía
Está ubicado en las coordenadas 40°19′50″N 81°46′6″O / 40.33056, -81.76833 (40.330629, -81.768423). Según la Oficina del Censo de los Estados Unidos, tiene una superficie total de 66.18 km², de la cual 66.13 km² corresponden a tierra firme y 0.05 km² están cubiertos de agua.

## Demografía
Según el censo de 2020, en ese momento había 1222 personas residiendo en la zona. La densidad de población era de 18 hab./km². El 96.15 % de los habitantes eran blancos, el 0.08 % era amerindio, el 0.25 % eran asiáticos, el 0.16 % eran de otras razas y el 3.36 % eran de una mezcla de razas. Del total de la población, el 1.31 % eran hispanos o latinos de cualquier raza.

## Gobierno
El municipio está gobernado por una junta de tres administradores (trustees), que en 2022 son Kurt Wyler, Scott Thomas y Ryan Thomas.